# Snowboard nos Jogos Olímpicos
O snowboard começou a ser disputado nos Jogos Olímpicos na edição de 1998, em Nagano. Desde então, seus eventos vêm sendo realizados a cada edição.

## Eventos
| Evento                           | 98 | 02 | 06 | 10 | 14 | 18 | 22 |
| -------------------------------- | -- | -- | -- | -- | -- | -- | -- |
| Big air masc/fem                 |    |    |    |    |    | •  | •  |
| Halfpipe masc/fem                | •  | •  | •  | •  | •  | •  | •  |
| Slalom gigante masc/fem          | •  |    |    |    |    |    |    |
| Slalom gigante paralelo masc/fem |    | •  | •  | •  | •  | •  | •  |
| Slalom paralelo masc/fem         |    |    |    |    | •  |    |    |
| Slopestyle masc/fem              |    |    |    |    | •  | •  | •  |
| Snowboard cross masc/fem         |    |    | •  | •  | •  | •  | •  |
| Snowboard cross misto            |    |    |    |    |    |    | •  |

## Quadro geral de medalhas
| Ordem | País               | Medalha de ouro | Medalha de prata | Medalha de bronze |    |
| ----- | ------------------ | --------------- | ---------------- | ----------------- | -- |
| 1     | USA Estados Unidos | 17              | 8                | 10                | 35 |
| 2     | SUI Suíça          | 8               | 2                | 4                 | 14 |
| 3     | CAN Canadá         | 5               | 5                | 7                 | 17 |
| 4     | AUT Áustria        | 5               | 2                | 4                 | 11 |
| 5     | FRA França         | 4               | 5                | 4                 | 13 |
| 6     | CZE Chéquia        | 3               |                  | 1                 | 4  |
| 7     | RUS Rússia         | 2               | 2                | 1                 | 5  |
| 8     | GER Alemanha       | 1               | 4                | 2                 | 7  |
| 9     | JPN Japão          | 1               | 3                | 3                 | 7  |
| 10    | AUS Austrália      | 1               | 3                | 2                 | 6  |
| 11    | ITA Itália         | 1               | 2                | 2                 | 5  |
| 12    | CHN China          | 1               | 2                |                   | 3  |
| 13    | NZL Nova Zelândia  | 1               | 1                | 1                 | 3  |
| 14    | NED Países Baixos  | 1               |                  |                   | 1  |
| 15    | NOR Noruega        |                 | 4                | 1                 | 5  |
| 16    | SLO Eslovênia      |                 | 2                | 3                 | 5  |
| 17    | FIN Finlândia      |                 | 2                | 2                 | 4  |
| 18    | ESP Espanha        |                 | 1                | 1                 | 2  |
| 19    | KOR Coreia do Sul  |                 | 1                |                   | 1  |
|       | SVK Eslováquia     |                 | 1                |                   | 1  |
|       | SWE Suécia         |                 | 1                |                   | 1  |
| 22    | GBR Grã-Bretanha   |                 |                  | 2                 | 2  |
| 23    | ROC                |                 |                  | 1                 | 1  |